# Cofradía Náutica del Pacífico Austral

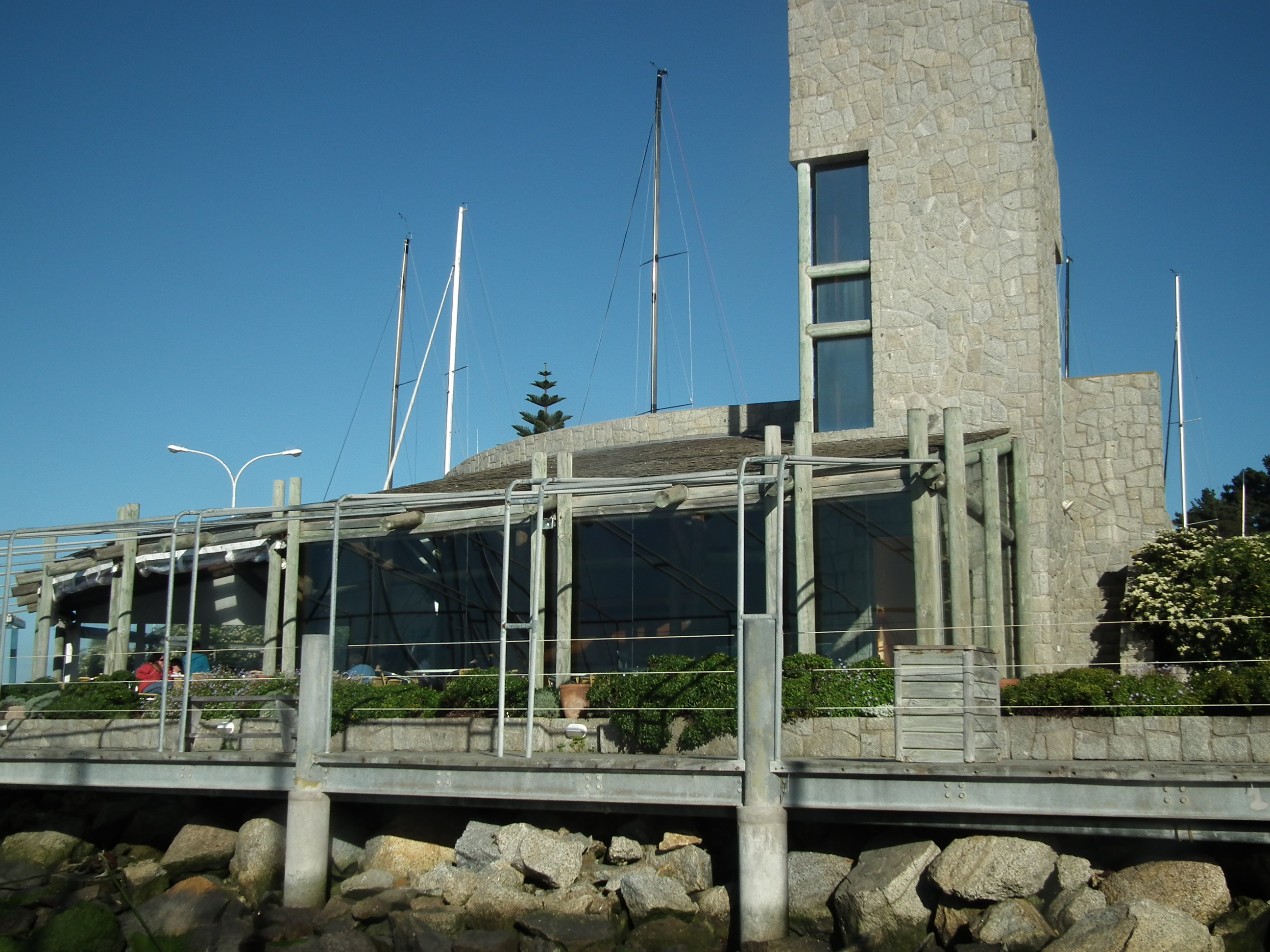
Edificio de la Cofradía Náutica.

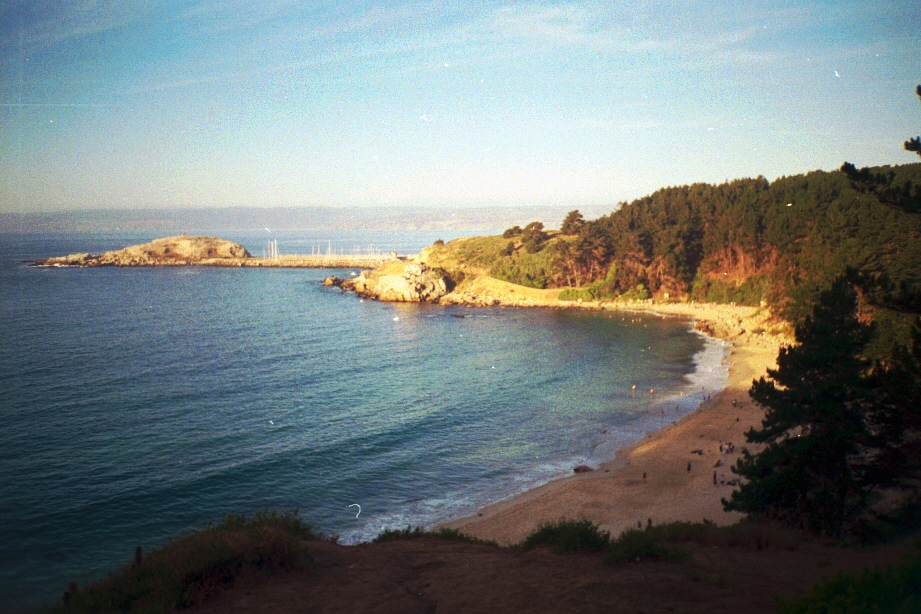
Playa El Canelo (Algarrobo), con el islote del Pájaro Niño al fondo en el que se ven los mástiles de los yates de la Cofradía Náutica del Pacífico Austral.

La Cofradía Náutica del Pacífico Austral es un club náutico dedicado a la navegación a vela y el yatismo con sede en Algarrobo (Chile). Funciona como una corporación náutico deportiva chilena, de derecho privado, cuya personalidad jurídica fue otorgada por D.S. (J) N.º 1870 de 17 de octubre de 1968. 

## Historia
Fue fundada en agosto de 1968 por diversas personalidades unidas por el interés en los deportes náuticos. En su reunión constitutiva nombran a Agustín Edwards Eastman como su primer comodoro y a José Toribio Merino como vicecomodoro.
Fundadores
- José Toribio Merino Castro
- Los vicealmirantes Patricio Carvajal Prado y Arturo Troncoso Daroch.
- Los ex oficiales navales Roberto Kelly Vásquez y Hernán Cubillos Sallato.
- Los civiles Agustín Edwards Eastman, René Silva Espejo, Arturo Fontaine Aldunate, Sergio de Castro Spíkula y otros.

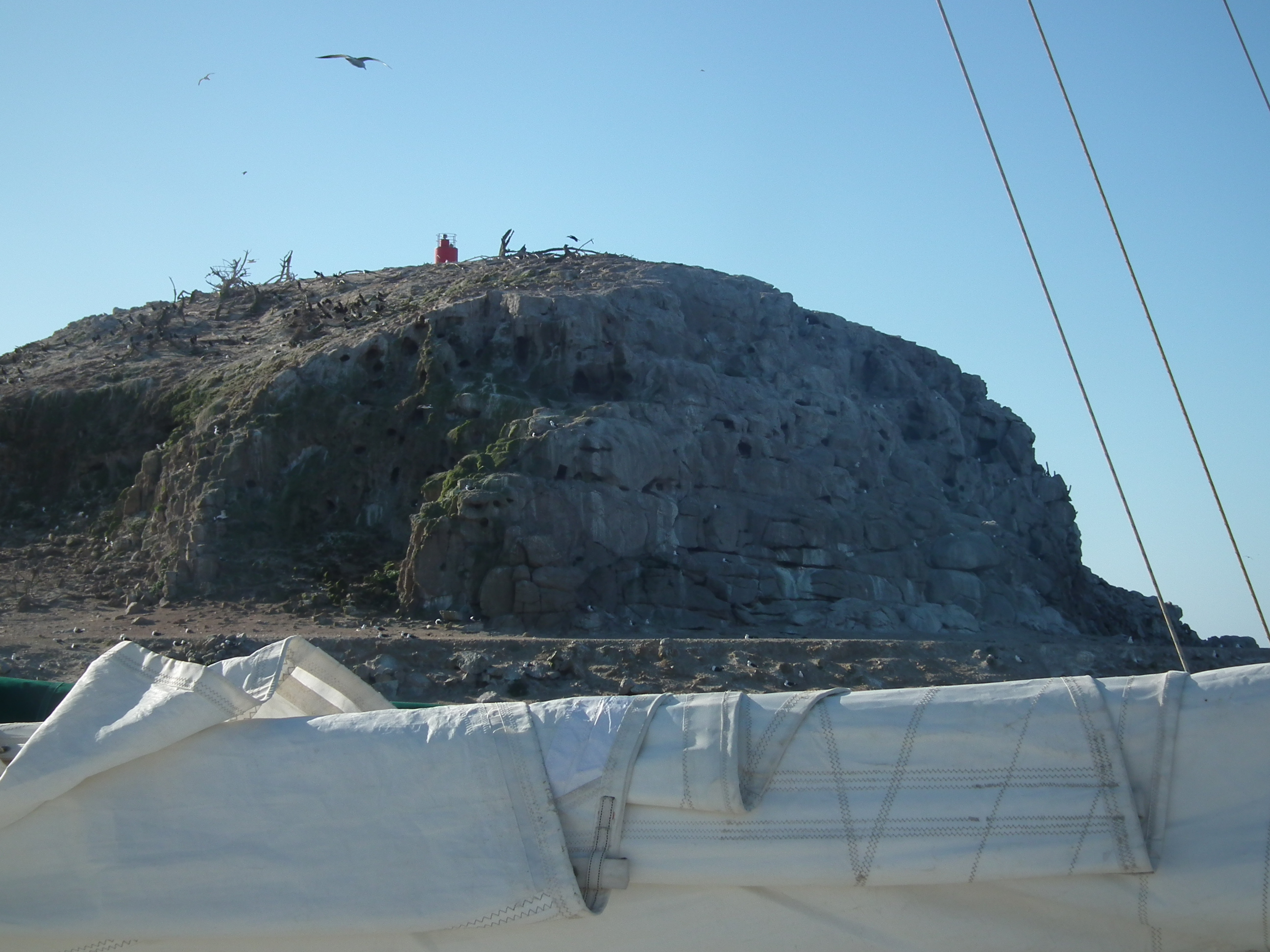
El Islote del Pájaro Niño está en el lado sur de la Bahía de Algarrobo, unido artificialmente al Continente por la Cofradía Náutica del Pacífico Austral.

## Regatas
La Cofradía ha organizado las siguientes regatas internacionales:
- Campeonato de América del Sur de la clase Optimist en 1985, 1995 y 2019
- Campeonato de América del Sur de la clase J/24 en 1999
- Campeonato de América del Sur de la clase Lightning en 2001
- Campeonato de América del Sur de la clase Soto 40 en 2012
- Campeonato de América Central y del Sur de la clase Laser en 2013
- Campeonato de América del Sur de la clase J/70 en 2017
- Campeonato de América del Sur de la clase Snipe en 2019
- Campeonato del Hemisferio Occidental y Asia de la clase Snipe en 2023

## Deportistas
Entre sus deportistas destaca especialmente Tito González, con seis campeonatos mundiales, cinco medallas panamericanas, once títulos sudamericanos y elegido Mejor Deportista de Chile en 2005.
Felipe Cubillos fue campeón nacional de Sabot en 1972 y campeón sudamericano de Lightning en 1980. Emilio Cousiño y Bernardo Matte, con su Transpac 52 "Pisco Sour", ganaron dos veces la Regata Chiloé (2004 y 2006), la Breitling Cup (2004) y el trofeo S.M. la Reina (2005), además de un segundo y un tercer puesto en la Copa del Rey de Vela (2007 y 2004).
María Jesús Seguel Tagle y Matías Clemente Seguel Tagle han sido campeones de América del Sur en 2019, además de medalla de oro en los Juegos Suramericanos de Playa de 2019 y medalla de plata en los Juegos Suramericanos de 2018 y en los Juegos Bolivarianos de 2017.

## Escándalos

### Colaboración con la CIA
La Cofradía fue un núcleo importante en la conspiración para preparar el golpe de Estado contra Salvador Allende. Todos sus miembros ocuparán cargos relevantes en la dictadura militar de Pinochet, tanto dentro de ella o desde fuera. Las reuniones se efectuaban a manera de comidas rotativas en casa de cada uno de los miembros. Todos, tanto civiles como militares, tuvieron activa participación en la sedición contra el gobierno de Salvador Allende y en desatar el golpe militar como participación durante la dictadura. La coordinación de la intervención se centró en Viña, como lo afirmaría después el general Carlos Prats en The Times de Londres:

"Fue allí en Valparaíso donde los oficiales comprometidos en la conspiración se reunieron en secreto con un oficial de marines estadounidense, el mismo que después mantendría contactos con el almirante José Toribio Merino, Jefe de la Armada en Valparaíso e integrante de la Cofradía Náutica del Pacífico Austral, ente primigenio del golpe. Ese hombre era el teniente coronel Patrick Ryan"
General Carlos Prats en The Times de Londres.

La misma Agencia de Horman citaría dos años más tarde estas reuniones entre personal diplomático y naval norteamericano con los sediciosos chilenos.

"Varios agentes de la CIA que operan en Chile están implicados en las actividades de grupos abiertamente sediciosos, sin que esté libre de sospecha el embajador Nathaniel Davis, quien estuvo en Guatemala en el período en que asesores diplomáticos y militares ayudaron a organizar grupos terroristas fascistas como La Mano Blanca, Nueva Organización Anticomunista y el Consejo Anticomunista de Guatemala, que asesinaron a miles de estudiantes, trabajadores y campesinos"
Agencia FIN

Se unieron a estos marinos y civiles ultraconservadores 10 economistas egresados de la Universidad Católica encabezados por Sergio de Castro, quienes prepararon el plan económico de la Junta Militar. Muchas veces estuvieron presentes miembros de la Office of Naval Intelligence (ONI) los que pululaban por Valparaíso y por las dependencias navales chilenas. Algunos de ellos posteriormente se verían involucrados en la desaparición del periodista norteamericano Charles Horman, caso que daría origen a la película Missing. La película cuenta la historia de la desaparición de un joven periodista estadounidense durante el golpe de Estado que el general Augusto Pinochet llevó a cabo contra el gobierno democrático de Chile en 1973. Por azar se mezcló con el Coronel Patrick Ryan de la Office of Naval Intelligence, siendo este poco cuidadoso en las cosas que le confidenció, hecho grave si se considera que Horman era periodista y estadounidense.
La primera reunión para elaborar el plan económico del golpismo se realiza con la mayoría de los economistas, en agosto de 1972 en el Círculo Español, en Santiago. Los economistas que son demócratacristianos acuerdan incorporarse a la elaboración del plan económico pedido por los marinos Sergio Undurraga Saavedra, quien en esa época era jefe de estudios de la Sofofa fue otro “ladrillero”. Dedicado en los últimos años a los negocios financieros, Undurraga preside el Fondo de Inversiones Moneda Asset, y desde enero de 2005, encabeza el Centro para el Gobierno de la Empresa y al mismo tiempo mantener informado a Eduardo Frei Montalva como lo hicieron los otros economistas con el Partido Nacional.

### Golpe de Estado de 1973
Chile's coup de etat was close to perfect," (Golpe de Estado en Chile cercano a lo perfecto)
"SitRep"-- situation report -- de MilGroup ( U.S. military group en Valparaiso.) Escrito por el Oficial de la Oficina de Inteligencia Naval de los Estados Unidos Marine Lt. Col. Patrick Ryan"

El 10 de octubre de 1973, la Cofradía Náutica del Pacífico Austral tuvo -en la noche- su reunión ordinaria, en casa de Hernán Cubillos Sallato, presidente de El Mercurio, en la calle Candelaria Goyenechea, de la comuna de Vitacura en Santiago de Chile. Presidió el Comodoro de la “Cofradía”, José Toribio Merino, flamante autodesignado comandante en jefe de la marina y miembro de la Junta Militar. Merino, informó que su proposición de nombrar como Ministro de Economía al gerente general de El Mercurio Fernando Léniz, se acababa de aprobar en la Junta Militar. Léniz había pedido a la Junta Militar que le levantaran la clausura al diario satélite de El Mercurio -Las Últimas Noticias, a lo que la Junta Militar accedió de inmediato al pedido de Léniz. Se acabó en la madrugada, cuando los participantes se retiraron. El mismo 11 de septiembre de 1973, en las instalaciones de la Editorial Lord Cochrane que pertenecía al grupo, se reprodujo El Ladrillo para entregárselo a los oficiales de las Fuerzas Armadas designados en funciones de gobierno dictatorial. El Ladrillo trazó las líneas para empezar a actuar en una dimensión muy diferente a lo que habían sido las políticas económicas anteriores. No se trataba sólo de encarar la crisis. “La actual situación se ha ido incubando desde largo tiempo y ha hecho crisis sólo porque se han extremado las erradas políticas económicas bajo las cuales ha funcionado nuestro país a partir de la crisis del año 30”, señala. En sus páginas estaba el esbozo de lo que después llamaron “las modernizaciones”. El Golpe abría la gran oportunidad para poner en práctica sus convicciones. Los de más edad sabían que en democracia eso no era factible.

### Proyección en la dictadura
Se cree que un sector de los civiles que presentó la dictadura de Augusto Pinochet en realidad fueron conspiradores de largo aliento de los marinos chilenos. Tras el cambio de modelo económico del Estado chileno desde el modelo de estado benefactor a uno neoliberal muchos de ellos se vieron beneficiados por la entrega de muchas empresas estatales a precios bajos producto de la privatización. La periodista María Olivia Monckeberg relata esto en su libro El saqueo de los grupos económicos al Estado chileno.

### Islote Pájaros Niños
Antiguamente era conocido como Islote de San Pedro, pero  se unió al continente por un brazo artificial a fines de 1978, cuyo fin fue dar lugar a la Cofradía Náutica del Pacífico Austral. Esta instalación alteró el ambiente natural del islote. Paralelamente a esta modificación fue protegido por el Consejo de Monumentos Nacionales, a través de su declaración como Santuario de la Naturaleza el año 1978, gracias a la solicitud del Instituto de Ecología Política.
Sin embargo, el sitio quedó bajo responsabilidad de la misma Cofradía Náutica del Pacífico Austral, quien tiene en el sector el puerto deportivo más grande de la costa Oeste del Océano Pacífico suroriental.[cita requerida] Lamentablemente, los fines recreativos del puerto no han contribuido a preservar la biodiversidad del santuario. Estudios realizados el año 2013 demuestran una considerable disminución de la población de Pingüinos de Humboldt.[cita requerida] Se han desarrollado acciones legales para determinar las causas y responsables de esta situación, pero hasta la fecha (2022) aún se mantiene el brazo artificial y el riesgo para la fauna y flora endémica.

### Matanza de pingüinos de Humboldt
El noticiero 24 horas de TVN emitió el 13 de enero de 2013 una denuncia contra la administración de la Cofradía Náutica de Algarrobo, al mostrar una nota donde señalaban que esta realizaba la matanza de huevos de los protegidos pingüinos de Humboldt, para impedir el mal olor generado por estas aves, que habitan solo en las costas de Perú y Chile y son consideradas vulnerables según la Lista Roja de Conservación de la IUCN.
El lugar es hábitat de esta especie en riesgo, hecho que el Zoológico Nacional de Chile ha tratado de revertir con un programa de conservación. La Policía de Investigaciones de Chile entregó un informe en febrero de 2013, el que corroboró las denuncias, consignando la invasión sistemática del Santuario de parte de funcionarios del club náutico, con el objetivo de destruir huevos, en plena época de anidación. El concejal Carlos Tapia anunció una querella contra los responsables.

"Yo espero que no exista gente que de forma premeditada esté causando daños de este manera....se debe tomar "conciencia el patrimonio que tenemos"."la denuncia apunta claramente a la administradora (del club de yate), de la Cofradía Náutica del Pacífico",..la justicia tendrá que determinar si es así o no. "Estos pingüinos de Humboldt son patrimonio que tenemos en la comuna (…) Yo espero que no existe gente que de forma premeditada esté causando daños de este manera. Y si es así, hay que tomar las precauciones del caso". 
Jaime Gálvez, Alcalde de Algarrobo en ADN

Una manifestación pacífica se realizó el 16 de febrero de 2013 en la comuna de Algarrobo, con el objetivo de detener el maltrato contra los pingüinos y la avifauna en general de la isla Pájaro Niño. Cerca de tres mil personas marcharon por las calles de Algarrobo, para expresar su repudio por la matanza de pingüinos y la destrucción de sus huevos en el islote Pájaro Niño, así como también por los ataques a pelícanos y gaviotas que habitan en ese Santuario de la Naturaleza.
La manifestación congregó a residentes y veraneantes, varios de los cuales utilizaron máscaras de pingüinos y portaron lienzos y pancartas, para exigir que se cumpliera la protección de la especie decretada en 1995 y se sancionara a los culpables.
El jueves 10 de enero de 2013 el Zoológico Nacional de Chile presentó a pingüinos de Humboldt rescatados desde Algarrobo. Las pequeñas crías fueron trasladadas a Santiago luego que se denunciara una matanza de esta especie. Los nuevos integrantes del Zoológico Metropolitano se han convertido en una verdadera atracción.
Pese al informe de la policía, el proceso judicial concluyó con una suspensión condicional, fijando la Fiscalía de San Antonio multas contra los responsables, los cuales fueron todos funcionarios de la Cofradía. Entre estos, su administrador, quien tras el pago continúa hasta hoy ejerciendo su cargo al interior de la sociedad náutica.